# Copa Panamericana de Voleibol Masculino de 2015
La X Copa Panamericana de Voleibol Masculino se celebró del 9 de agosto al 17 de agosto de 2015 en Nevada, Estados Unidos, con la participación de 5 selecciones nacionales de la NORCECA y 3 de la Confederación Sudamericana de Voleibol.

## Grupos
| Grupo A              | Grupo B        |
| -------------------- | -------------- |
| Brasil               | Argentina      |
| República Dominicana | México         |
| Canadá               | Estados Unidos |
| Puerto Rico          | Venezuela      |

## Primera fase

### Grupo A

#### Resultados
| Fecha    | Encuentro                          | Resultado | Set   | Set   | Set   | Set   | Set   | Puntuación total | Tiempo |
| Fecha    | Encuentro                          | Resultado | 1     | 2     | 3     | 4     | 5     | Puntuación total | Tiempo |
| -------- | ---------------------------------- | --------- | ----- | ----- | ----- | ----- | ----- | ---------------- | ------ |
| 12-08-15 | Brasil - República Dominicana      | 3-0       | 25:19 | 25:21 | 25:22 |       |       | 75-62            | 1:16   |
| 12-08-15 | Canadá - Puerto Rico               | 3-0       | 25:20 | 25:21 | 25:19 |       |       | 75-60            | 1:18   |
| 13-08-15 | Canadá - República Dominicana      | 3-2       | 25:18 | 25:21 | 27:29 | 17:25 | 15:13 | 109:106          | 2:07   |
| 13-08-15 | Puerto Rico - Brasil               | 0-3       | 22:25 | 22:25 | 14:25 |       |       | 58-75            | 1:16   |
| 14-08-15 | República Dominicana - Puerto Rico | 3-0       | 25:22 | 25:22 | 25:19 |       |       | 75-63            | 1:18   |
| 14-08-15 | Brasil - Canadá                    | 3-0       | 25:17 | 25:19 | 25:23 |       |       | :59              | 1:17   |

### Fase preliminar
– Clasificados a las semifinales. 
     – Clasificados a los cuartos de final.
     – Pasan a disputar la clasificación del 5.° al 8.° lugar.

#### Clasificación
| Pos | Equipo               | PJ | PG | PP | SF | SC | DS | PTS |
| --- | -------------------- | -- | -- | -- | -- | -- | -- | --- |
| 1   | Brasil               | 3  | 3  | 0  | 9  | 0  | +9 | 15  |
| 2   | Canadá               | 3  | 2  | 1  | 6  | 5  | +1 | 8   |
| 3   | República Dominicana | 3  | 1  | 2  | 5  | 6  | -1 | 7   |
| 4   | Puerto Rico          | 3  | 0  | 3  | 0  | 9  | -9 | 0   |

### Grupo B

#### Resultados
| Fecha    | Encuentro                  | Resultado | Set   | Set   | Set   | Set   | Set | Puntuación total | Tiempo |
| Fecha    | Encuentro                  | Resultado | 1     | 2     | 3     | 4     | 5   | Puntuación total | Tiempo |
| -------- | -------------------------- | --------- | ----- | ----- | ----- | ----- | --- | ---------------- | ------ |
| 12-08-15 | Argentina - México         | 3-1       | 25:22 | 25:18 | 20:25 | 25:15 |     | 95-80            | 1:30   |
| 12-08-15 | Estados Unidos - Venezuela | 1-3       | 25:20 | 21:25 | 23:25 | 18:25 |     | 87-95            | 1:40   |
| 13-08-15 | Venezuela - Argentina      | 0-3       | 23:25 | 21:25 | 21:25 |       |     | 65-75            | 1:17   |
| 13-08-15 | Estados Unidos - México    | 3-0       | 30:28 | 25:22 | 27:25 |       |     | 82-75            | 1:28   |
| 14-08-15 | México - Venezuela         | 1-3       | 15:25 | 25:20 | 20:25 | 17:25 |     | 77-95            | 1:27   |
| 14-08-15 | Estados Unidos - Argentina | 1-3       | 21:25 | 22:25 | 26:24 | 23:25 |     | 92:99            | 1:53   |

#### Clasificación
| Pos | Equipo         | PJ | PG | PP | SF | SC | DS | PTS |
| --- | -------------- | -- | -- | -- | -- | -- | -- | --- |
| 1   | Argentina      | 3  | 3  | 0  | 9  | 2  | +7 | 13  |
| 2   | Venezuela      | 3  | 2  | 1  | 6  | 5  | +1 | 8   |
| 3   | Estados Unidos | 3  | 1  | 2  | 5  | 6  | -1 | 7   |
| 4   | México         | 3  | 0  | 3  | 2  | 9  | -7 | 2   |

### Final 1º al 4° puesto
|  | Cuartos de final      | Cuartos de final |                        |                        | Semifinales  | Semifinales |  |  | Final        | Final |
|  |                       |                  |                        |                        |              |             |  |  |              |       |
|  |                       |                  |                        |                        |              |             |  |  |              |       |
|  |                       |                  |                        |                        |              |             |  |  |              |       |
|  | Argentina             |                  |                        |                        |              |             |  |  |              |       |
|  | 16 de agosto          |                  |                        |                        |              |             |  |  |              |       |
|  | Clasifica 1ro en el B |                  |                        |                        |              |             |  |  |              |       |
|  | Argentina             | 3                |                        |                        |              |             |  |  |              |       |
|  | Argentina             | 3                | 15 de agosto           |                        |              |             |  |  |              |       |
|  |                       | Canadá           | 1                      |                        |              |             |  |  |              |       |
|  | Canadá                | Canadá           | 1                      | 3                      |              |             |  |  |              |       |
|  | Canadá                |                  | 17 de agosto           | 3                      |              |             |  |  |              |       |
|  | Estados Unidos        | 2                |                        |                        |              |             |  |  |              |       |
|  | Estados Unidos        | 2                | Argentina              | 1                      |              |             |  |  |              |       |
|  |                       |                  | Argentina              | 1                      |              |             |  |  |              |       |
|  |                       | Brasil           | 3                      |                        |              |             |  |  |              |       |
|  | Brasil                | Brasil           | 3                      |                        |              |             |  |  |              |       |
|  | 16 de agosto          |                  |                        |                        |              |             |  |  |              |       |
|  | Clasifica 1ro en el A |                  |                        |                        |              |             |  |  |              |       |
|  | Brasil                | 3                | Tercer y cuarto puesto | Tercer y cuarto puesto |              |             |  |  |              |       |
|  | Brasil                | 3                | Tercer y cuarto puesto | Tercer y cuarto puesto | 15 de agosto |             |  |  |              |       |
|  |                       | Venezuela        | 0                      |                        |              |             |  |  |              |       |
|  | Venezuela             | Venezuela        | 0                      | 3                      | Canadá       | 2           |  |  |              |       |
|  | Venezuela             |                  |                        | 3                      | Canadá       | 2           |  |  |              |       |
|  | República Dominicana  | 0                |                        | Venezuela              | 3            |             |  |  |              |       |
|  | República Dominicana  | 0                |                        |                        | 3            |             |  |  |              |       |
|  |                       |                  |                        |                        |              |             |  |  | 17 de agosto |       |
|  |                       |                  |                        |                        |              |             |  |  |              |       |

#### Resultados
| Fase             | Fecha        | Encuentro                        | Resultado | Set   | Set   | Set   | Set   | Set   | Puntuación total | Tiempo |
| Fase             | Fecha        | Encuentro                        | Resultado | 1     | 2     | 3     | 4     | 5     | Puntuación total | Tiempo |
| ---------------- | ------------ | -------------------------------- | --------- | ----- | ----- | ----- | ----- | ----- | ---------------- | ------ |
| Cuartos de final | 15 de agosto | Canadá - Estados Unidos          | 3 - 2     | 27:29 | 25:18 | 25:21 | 20:25 | 19:17 | 116-110          | 2:12   |
| Cuartos de final | 15 de agosto | Venezuela - República Dominicana | 3 - 0     | 25-23 | 25-17 | 25-20 |       |       | 75-60            | 1:12   |
| Semifinal        | 16 de agosto | Argentina - Canadá               | 3 - 1     | 25:19 | 25:22 | 23:25 | 25:21 |       | 98-87            | 1:45   |
| Semifinal        | 16 de agosto | Brasil - Venezuela               | 3 - 0     | 28-26 | 25-18 | 25-20 |       |       | 78-64            | 1:19   |
| Tercer lugar     | 17 de agosto | Canadá - Venezuela               | 2 - 3     | 22:25 | 25:18 | 23:25 | 25:17 | 17:19 | 112-104          | 1:56   |
| Final            | 17 de agosto | Argentina - Brasil               | 1 - 3     | 25:22 | 33:35 | 17:25 | 21:25 |       | 96-107           | 1:53   |

#### Definición del 5 al 8 Puesto
| Fase                      | Fecha        | Encuentro                          | Resultado | Set   | Set   | Set   | Set   | Set   | Puntuación total | Tiempo |
| Fase                      | Fecha        | Encuentro                          | Resultado | 1     | 2     | 3     | 4     | 5     | Puntuación total | Tiempo |
| ------------------------- | ------------ | ---------------------------------- | --------- | ----- | ----- | ----- | ----- | ----- | ---------------- | ------ |
| Definición del 5/8 puesto | 16 de agosto | México - República Dominicana      | 3-0       | 25:16 | 25:19 | 25:23 |       |       | 75-58            | 1:13   |
| Definición del 5/8 puesto | 16 de agosto | Puerto Rico - Estados Unidos       | 2-3       | 21:25 | 15:25 | 25:22 | 30:28 | 9:15  | 100-115          | 1:58   |
| Octavo puesto             | 17 de agosto | República Dominicana - Puerto Rico | 2-3       | 25:17 | 25:22 | 17:25 | 23:25 | 11:15 | 101-104          | 1:56   |
| Quinto puesto             | 17 de agosto | México - Estados Unidos            | 3-0       | 25:23 | 25:20 | 25:23 |       |       | 75-66            | 1:10   |

## Campeón
| Brasil           |
| Campeón          |
| Brasil 3° título |

## Clasificación final
| Lugar | Equipo               |
| ----- | -------------------- |
| 1     | Brasil               |
| 2     | Argentina            |
| 3     | Venezuela            |
| 4     | Canadá               |
| 5     | México               |
| 6     | Estados Unidos       |
| 7     | Puerto Rico          |
| 8     | República Dominicana |